# جامعة جينلينج
جامعة جينلينج والتي تُعرف أحيانًا أيضًا باسم جامعة جينلينج للنساء، هي كلية للنساء في جامعة نانجينغ في نانجينغ، بالصين. تُقدم الجامعة شهادات البكالوريوس والماجستير. كما تقدم الجامعة ستة تخصصات جامعية: اللغة الإنجليزية التطبيقية والمحاسبة والإدارة المالية والعمل والرعاية الاجتماعية والعلوم وهندسة المواد الغذائية وجودة الأغذية وسلامتها. تقدم الجامعة أيضًا درجة الماجستير في علوم الأغذية، وتجهيز المنتجات الزراعية وتخزينها، وتعليم المرأة.
ترجع جذور جامعة جينلينج إلى الكلية المسيحية التي تحمل الاسم نفسه والتي تأسست عام 1913، والتي بدأت عملها في عام 1915 وكانت أول مؤسسة تمنح شهادات البكالوريوس للطالبات في الصين. أُغلقت الجامعة من عام 1951 إلى عام 1987، ثم أُعيد تأسيسها في موقعها السابق.
صمم المعماري الأمريكي ومؤرخ الفن تالبوت هاملين بعض المباني التي تم بناؤها في الفترة من عام 1919 إلى عام 1925.
أصبحت وو يي فانغ، التي كانت واحدة من الخريجين الخمسة الأوائل لجينلينغ وحصلت على درجة الدكتوراه من جامعة ميشيغان في عام 1928، أول رئيسة لجامعة في الصين، وترأس كلية جينلينغ منذ عام 1928 حتى عام 1951 حتى اندمجت مع جامعة نانكينغ في عام 1951. بذلت وو، التي أصبحت شخصية قوية في جمهورية الصين الشعبية كمربية نسائية وطنية، كل طاقتها دون كلل لإعادة فتح المدرسة. ومع ذلك لم يتم إعادة فتحها في نهاية المطاف حتى عام 1987، بعد عامين من وفاتها.
آوت الكلية، بقيادة مديرتها بالإنابة ميني فاوترن، أكثر من 10000 امرأة حاولن الاختباء من الجيش الإمبراطوري اليابانيخلال مذبحة نانجنغ.